# Bernd Riede
Bernd Riede ist ein deutscher Musikpädagoge, Autor mehrerer Lehrbücher und Studiendirektor am Friedrich-Engels-Gymnasium in Berlin-Reinickendorf.

## Leben
Bernd Riede studierte Schulmusik, Musikwissenschaft, Politologie, Philosophie und Italienisch. 1985 wurde er an der Freien Universität Berlin bei Rudolf Stephan mit einer Arbeit über Luigi Nono in Musikwissenschaft promoviert. Er ist Lehrer und von 1992 bis 2018 Fachbereichsleiter Musik am Friedrich-Engels-Gymnasium Berlin-Reinickendorf.
Bereits seit 1980 lehrt er Musiktheorie auch an Hochschulen. Seit 1993 war er mehrmals Mitglied in Rahmenplan-Kommissionen. Seine Texte zum Musikunterricht, vor allem in der gymnasialen Oberstufe, werden bundesweit verwendet.

## Schriften
- Luigi Nonos Kompositionen mit Tonband: Ästhetik des musikalischen Materials – Werkanalysen – Werkverzeichnis. Dissertation. Musikverlag Katzbichler, München 1986, ISBN 3-87397-068-6.
- Luigi Nonos politisch engagierte Werke im Musikunterricht heute. In: Ulrich Prinz, Bernd Sunten (Hrsg.): Materialien für den Musikunterricht in der Oberstufe. Band 3: Musik im 20. Jahrhundert. Klett, Schroedel, Stuttgart 1994, ISBN 3-12-178760-8. (online)
- Schadet Musik? – Über einige negative Aspekte der Musik in unserer Gesellschaft. In: Universitas 12/1994. Wissenschaftliche Verlagsgesellschaft, Stuttgart 1994.
- mit Andreas Otto: Songbuch. Volk und Wissen, Berlin 1997, ISBN 3-06-150521-0.
- Vorbereitung auf das Abitur – Musiktheorie. Manz, München 1998, ISBN 3-7863-4400-0.
- Vorbereitung auf das Abitur – Musikgeschichte bis 1900. Manz, Stuttgart 1999, ISBN 3-7863-4401-9.
- Vorbereitung auf das Abitur – Musikgeschichte des 20. Jahrhunderts. Manz, Stuttgart 2000, ISBN 3-7863-4402-7.
- Orbis musicus : für die Oberstufe ; wir erfinden Musik. Buchner, Bamberg 2003, ISBN 3-7661-6551-8.
- Orbis musicus (Lehrerband) : für die Oberstufe ; wir erfinden Musik. Buchner, Bamberg 2004, ISBN 3-7661-6561-5.
- Songbuch. Cornelsen, Berlin 2012, ISBN 978-3-06-083098-5.

| Personendaten    | Personendaten           |
| ---------------- | ----------------------- |
| NAME             | Riede, Bernd            |
| KURZBESCHREIBUNG | deutscher Musikpädagoge |
| GEBURTSDATUM     | 20. Jahrhundert         |